# 罗村镇 (淄博市)
罗村镇，是中华人民共和国山東省淄博市淄川区下辖的一个乡镇级行政单位。

## 行政区划
罗村镇下辖以下地区：
窎桥社区、罗村、梁家村、瓦村、陈家村、暖水村、聂村、大吊桥村、鲁家村、史家村、肖家村、泉子村、道口村、东刘村、演礼村、前河村、牟家村、小吊桥村、千峪村、山周村、于家村、太平村、邢家村、前宅村、大王村、东官庄村、西官村、南韩村、北韩村、河东村、洼子村、上黄村和下黄村。